# Andropogon appendiculatus
Andropogon appendiculatus är en gräsart som beskrevs av Christian Gottfried Daniel Nees von Esenbeck. Andropogon appendiculatus ingår i släktet Andropogon och familjen gräs. Inga underarter finns listade i Catalogue of Life.